# 보조전원장치
보조전원장치는 열차의 구성 설비 중에 하나이다. 전기기관차나 전동차와 같이 전기로 움직이는 철도 차량 외에 발전차 등에서도 설치되는 구성 설비이다.

## 설명
보조전원장치는 열차의 견인력을 제외한 냉방과 난방, 조명, 제어를 모두 총괄하는 장치로서 철도 차량에 있어서 매우 중요한 장치 중에 하나이다. 객차의 내부에 전기를 공급하는 것이 보조전원장치의 주된 역할이 된다. 보조전원장치는 전동차에선 주변환장치에서 받은 전력을 그대로 이용하게 되며 전동차가 아닌 디젤기관차나 전기기관차가 견인하는 객차형 여객열차의 경우엔 발전차에 설치된 설치된 전기 공급 장치를 통해 전기를 공급받아 객차의 냉방과 난방을 모두 하게되고 객차에 전원을 공급하게 된다.

## 같이 보기
- 전기기관차
- 전동차